# 黒部市立三日市小学校
黒部市立三日市小学校（くろべしりつ みつかいちしょうがっこう）は富山県黒部市にかつて存在した公立小学校。

## 沿革
出典は個別に提示されているもの以外は左記のものを使用→
- 1873年 - 『第二十八番小学』として西徳寺内にて創設[3]。同年5月、金沢藩主から穀倉を借り受け改修移転、三日市1357番地（椚町、光せん寺の場所）に建設、精荒小学校と雅名[4]。
- 1875年 - 『精荒学校』に改称[3]。
- 1877年 - 『精荒小学校』に改称[3]。
- 1889年
  - 4月 - 旧黒部市役所敷地内にて校舎新築[4]。
  - 6月 - 精荒小学校は高等科のみとして組合立となり、三日市尋常小学校と三日市簡易小学校を分離[5]
- 1890年 - 精荒小学校に、『三日市尋常小学校』、『三日市簡易小学校』を併置。
- 1892年 - 『三日市尋常高等小学校』に改称[3]。
- 1923年10月1日 - 三日市1288番地に移転。旧校舎は三日市町役場に転用される[3][6]。
- 1940年2月 - 『桜井町立三日市尋常高等小学校』に改称。
- 1941年4月1日 - 『桜井町立三日市国民学校』に改称。
- 1947年4月1日 - 『桜井町立三日市小学校』に改称。
- 1954年4月1日 - 『黒部市立三日市小学校』に改称。
- 1957年1月25日 - 21時30分頃に校舎から出火、校舎が給食室、図書室を残し全焼。同月28日から中部中学校、桜井高等学校、前沢小学校、三日市公民館などで分散授業を実施[7][3]。
- 1958年5月24日 - 鉄筋コンクリート新校舎が完成[3]。
- 1959年9月10日 - グラウンド完成。
- 2004年1月8日 - 旧校舎から300m離れた、鉄筋コンクリート造3階建ての校舎に移転[8]。

旧校舎跡地には、2015年に黒部市役所の現庁舎が竣工している。
- 2005年3月12日 - 新校舎の全工事が完了し、竣工式が行われる[10]。
- 2006年6月16日 - プールが完成し、プール開きが行われる[11]。
- 2016年3月 - 黒部市立前沢小学校と統合し黒部市立桜井小学校となるため、閉校。旧校舎は桜井小学校の校舎として引き続き利用される[12]。

## 通学区域
三日市(牧野、三島町、寺町、大町、桜町、椚町、東三日市、大黒町、新天)、石田(天神新)、前沢(堂田、黒瀬バス停より三日市寄りの一部及び国道から三日市小寄り)、荻生(上野、西小路、新堂の一部)

## その他
1958年築の校舎は、東側に正門があり、その左側に二宮金次郎の銅像があった。また、校舎横には2007年に樹齢100年となった黒部市指定文化財の天然記念物であるソメイヨシノ『百年桜』がある。これは1907年に植樹され、校舎移転の際に移植されたものである。

## 進学先
- 黒部市立桜井中学校